# Jennie Abrahamson
Jennie Helena Abrahamson (Sävar, 28 mei 1977) is een Zweeds singer-songwriter.

## Carrière
Na het spelen in diverse bands startte Abrahamson in 2006 haar solocarrière.
Een jaar later richtte Abrahamson met Ane Brun en leden van de band Friska Viljor in 2007 haar eigen platenlabel op. Samen met collega Johannes Berglund heeft Abrahamson een eigen muziekstudio in Stockholm.
Ze toerde in 2013 en 2014 door Europa met Peter Gabriel en Linnea Olsson, en trad op met Ane Brun.
Abrahamson is getrouwd met muzikant Mikael Häggström en woont in Stockholm.

## Discografie

### Studioalbums
- Lights (2007)
- While the Sun's Still Up and the Sky Is Bright (2009)
- The Sound of Your Beating Heart (2011)
- Gemini Gemini (2014)
- Reverseries (2017)
- Kärlek & Makt (2023)

### Singles
- "Late Night Show" (2009)
- "Hard to Come By" (2011)
- "Wolf Hour" (2011)
- "The War" (2014)
- "Safe Tonight" (2017)
- "My Favorite Things" (2018)

## Trivia
- Het nummer "My Favorite Things" van het album Reverseries is in 2018 de tune van een reclame van het automerk Volvo.[2]